# Кизель, Ханс Дитер
Ханс Ди́тер Ки́зель (нем. Hans Dieter Kiesel) — немецкий кёрлингист.
В составе мужской сборной ФРГ участник пяти чемпионатов мира (лучший результат — серебряные призёры в 1983), четырёх чемпионатов Европы (лучший результат — серебряные призёры в 1982). В составе юниорской мужской сборной ФРГ участник двух чемпионатов мира (оба раза седьмое место).
В основном играл на позиции третьего.

## Достижения
- Чемпионат мира по кёрлингу среди мужчин: серебро (1983), бронза (1982).
- Чемпионат Европы по кёрлингу: серебро (1982).
- Чемпионат Германии по кёрлингу среди мужчин: серебро (1987).

## Команды
| Сезон   | Четвёртый         | Третий            | Второй             | Первый            | Тренер            | Турниры                             |
| ------- | ----------------- | ----------------- | ------------------ | ----------------- | ----------------- | ----------------------------------- |
| 1974—75 | Ханс Дитер Кизель | Райнер Шёпп       | Peter Lessinger    | Роланд Лидтке     |                   | ЧМЮ 1975 (7 место)                  |
| 1975—76 | Ханс Дитер Кизель | Райнер Шёпп       | Wolfgang Artinger  | Норберт Петраш    |                   | ЧМЮ 1976 (7 место)                  |
| 1979—80 | Ханс Дитер Кизель | Франц Энглер      | Вилли Розенфельдер | Хайнер Мартин     |                   | ЧМ 1980 (6 место)                   |
| 1980—81 | Кит Вендорф       | Ханс Дитер Кизель | Свен Зайле         | Хайнер Мартин     |                   | ЧМ 1981 (9 место)                   |
| 1981—82 | Кит Вендорф       | Ханс Дитер Кизель | Свен Зайле         | Хайнер Мартин     | Отто Даниели (ЧМ) | ЧЕ 1981 (4 место) · ЧМ 1982         |
| 1982—83 | Кит Вендорф       | Ханс Дитер Кизель | Свен Зайле         | Хайнер Мартин     |                   | ЧЕ 1982 · ЧМ 1983                   |
| 1983—84 | Кит Вендорф       | Ханс Дитер Кизель | Свен Зайле         | Хайнер Мартин     |                   | ЧЕ 1983 (5 место) ЧМ 1984 (5 место) |
| 1987—88 | Кит Вендорф       | Уве Зайле         | Свен Зайле         | Ханс Дитер Кизель |                   | ЧЕ 1987 (4 место)                   |

(скипы выделены полужирным шрифтом)